# کاتسینا سویتکووا
کاتسینا سویتکووا (انگلیسی: Kateřina Svitková؛ زادهٔ ۲۰ مارس ۱۹۹۶) بازیکن فوتبال اهل جمهوری چک است.

وی همچنین در تیم‌های ملی فوتبال زیر 17 سال زنان جمهوری چک، تیم ملی فوتبال زیر 19 سال زنان جمهوری چک و زنان جمهوری چک بازی کرده‌است.